# Abercairny

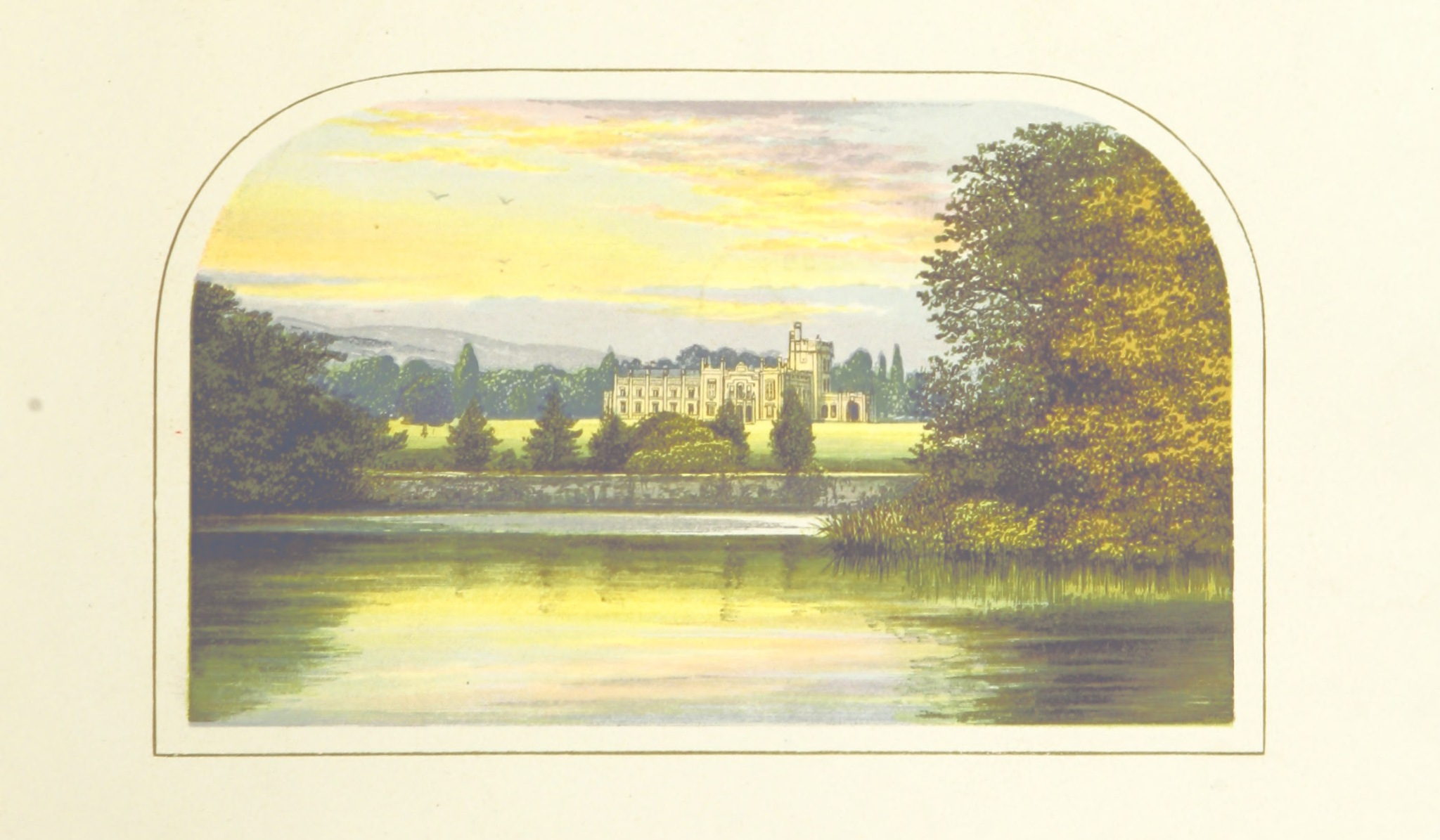
Abercairny, 1866

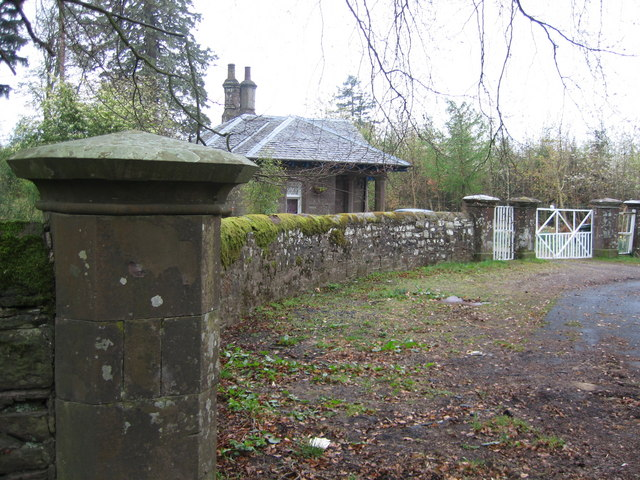
Torhaus von Abercairny

Abercairny, auch Abercairney, ist ein Herrenhaus in Schottland. Es steht inmitten eines weitläufigen Anwesens rund vier Kilometer östlich von Crieff in der Council Area Perth and Kinross. Die zugehörige, aus dem 17. Jahrhundert stammende Sonnenuhr wurde 1971 in die schottischen Denkmallisten in der höchsten Denkmalkategorie A aufgenommen. Das Gesamtanwesen ist im schottischen Register für Landschaftsgärten verzeichnet. In einer von sieben Kategorien wurde das höchste Prädikat „herausragend“ verliehen.

## Geschichte
Bereits seit dem 13. Jahrhundert ist die Länderei Abercairny belegt, die zu dieser Zeit zu den Besitztümern Gille Brigte, 3. Earl of Strathearn zählte. Mary, Tochter von Maol Íosa, 7. Earl of Strathearn, erhielt Abercairny als Mitgift zu ihrer Hochzeit mit John de Moray of Drumsargard im Jahre 1320. Seitdem wird das Anwesen innerhalb der Familie vererbt. Im Laufe des 18. Jahrhunderts wurde das Anwesen, auf dem sich zu dieser Zeit bereits ein Herrenhaus befand, und die umgebenden Parkanlagen und Gärten entwickelt. Auf William Roys um 1750 entstandener Landkarte Schottlands sind die wesentlichen, bis heute erhaltenen Elemente bereits verzeichnet.
Charles Moray, nach seiner Heirat mit der Tochter William Stirlings of Ardoch „Charles Stirling“ genannt, beauftragte 1793 den Landschaftsarchitekten Thomas White mit der Planung der Überarbeitung des Anwesens. Drei Jahre später wurde der Architekt John Paterson mit der Planung der Renovierung des Herrenhauses beauftragt. Es entstand jedoch nur ein Entwurf für den Anbau eines Salons. Dann wurden zunächst Archibald Elliot und Charles Heathcote Tatham mit der Planung eines Neubaus betraut. 1804 wurde jedoch zugunsten eines Entwurfs Richard Crichtons entschieden. Die geschätzten Baukosten lagen 1806 zwischen 11.000 £ und 12.500 £. Mit dem Tod des Eigentümers wurden die Arbeiten zunächst eingestellt, da sein Erbe James Moray sich Schulden in beträchtlicher Höhe gegenübersah. Nachdem der Bau 1814 fortgeführt wurde, kam es mit dem Tod Richard Crichtons 1817 abermals zu einem Stillstand. Zwischen 1820 und 1823 führten dann R. & R. Dickson die Arbeiten zu Ende. Weitere Arbeiten und Erweiterungen wurden zwischen 1826 und 1835 sowie 1841 und 1842 ausgeführt. 1842 besuchte Königin Viktoria das Anwesen.
Charles Stirling Home Drummond Moray stieß die Entwicklung, insbesondere der Gärten, in den 1860er Jahren an. Außerdem wurde das Herrenhaus 1869 um einen Turm ergänzt. Im Laufe des Zweiten Weltkriegs diente Abercairny als Militärhospital. Bis 1960 hatte sich der Zustand des neugotischen Herrenhauses so weit verschlechtert, dass man sich für einen Abbruch entschied, der im selben Jahr ausgeführt wurde. Am Standort wurde dann das heutige Abercairny im neo-georgianischen Stil errichtet.